# Sauce Périgueux
La sauce Périgueux est une réduction de vin blanc avec un roux blond auquel on ajoute des dés de truffes.

## Historique de la recette
Originellement, cette sauce était une réduction de vin blanc faite avec du beurre et de petits morceaux de truffe. Cette recette a beaucoup varié, au grand dam des chefs traditionalistes, pour qui cette sauce peut-être « la meilleure comme la pire des choses ». Certains y rajoutent des oignons, des échalotes et du foie gras, en la rebaptisant « sauce périgourdine ». Elle est totalement dénaturée quand on y ajoute poitrine fumée ou jambon coupé en cubes, et pire quand ce ne sont pas des pelures de truffe ou du jus de truffe industriel.

## Origine
Sans que la date de création, ni le nom de son concepteur soient connus, cette sauce, devenue un classique de la gastronomie française quand elle est correctement préparée, trouve ses origines à Périgueux, capitale du Périgord. La présence de la truffe lui confère une couleur marron plus ou moins affirmée. 

## Préparation
Pour ceux qui veulent marier tradition et modernisme, Frédéric Zégierman, journaliste gastronomique, conseille de faire blondir des échalotes, puis de verser un verre de vin blanc ou de madère. Le roux se fait avec une cuillerée de farine mouillée de bouillon. Il est ensuite mélangé avec la sauce au vin blanc. Quand le tout est devenu lisse, il y est rajouté une truffe coupée en dés.

## Utilisation
Cette sauce nappe des escalopes de foie gras poêlées ou des cailles rôties, ainsi que du magret de canard grillé ou un tournedos. Elle accompagne aussi bien les viandes blanches que rouges (rôtis, steaks, côtelettes). Elle se révèle aussi succulente avec les omelettes, les œufs pochés ou brouillés, un vol-au-vent ou une tourte.

Quelques mets accompagnés de sauce Périgueux
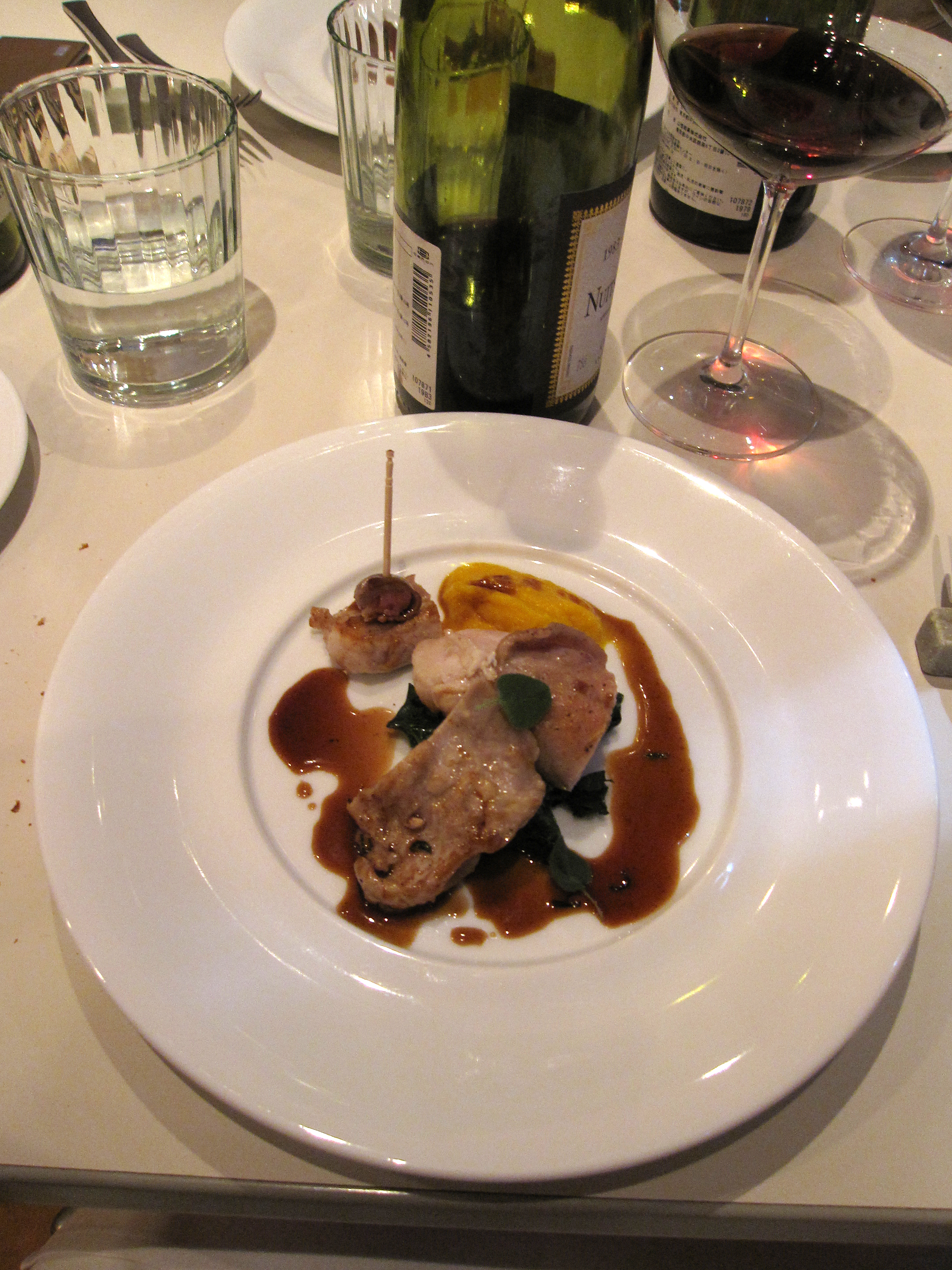
Ris de veau et d'agneau truffés.
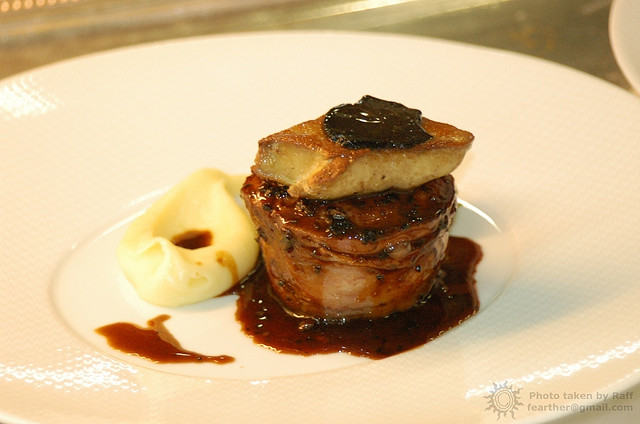
Rognon, foie gras et truffe noire.
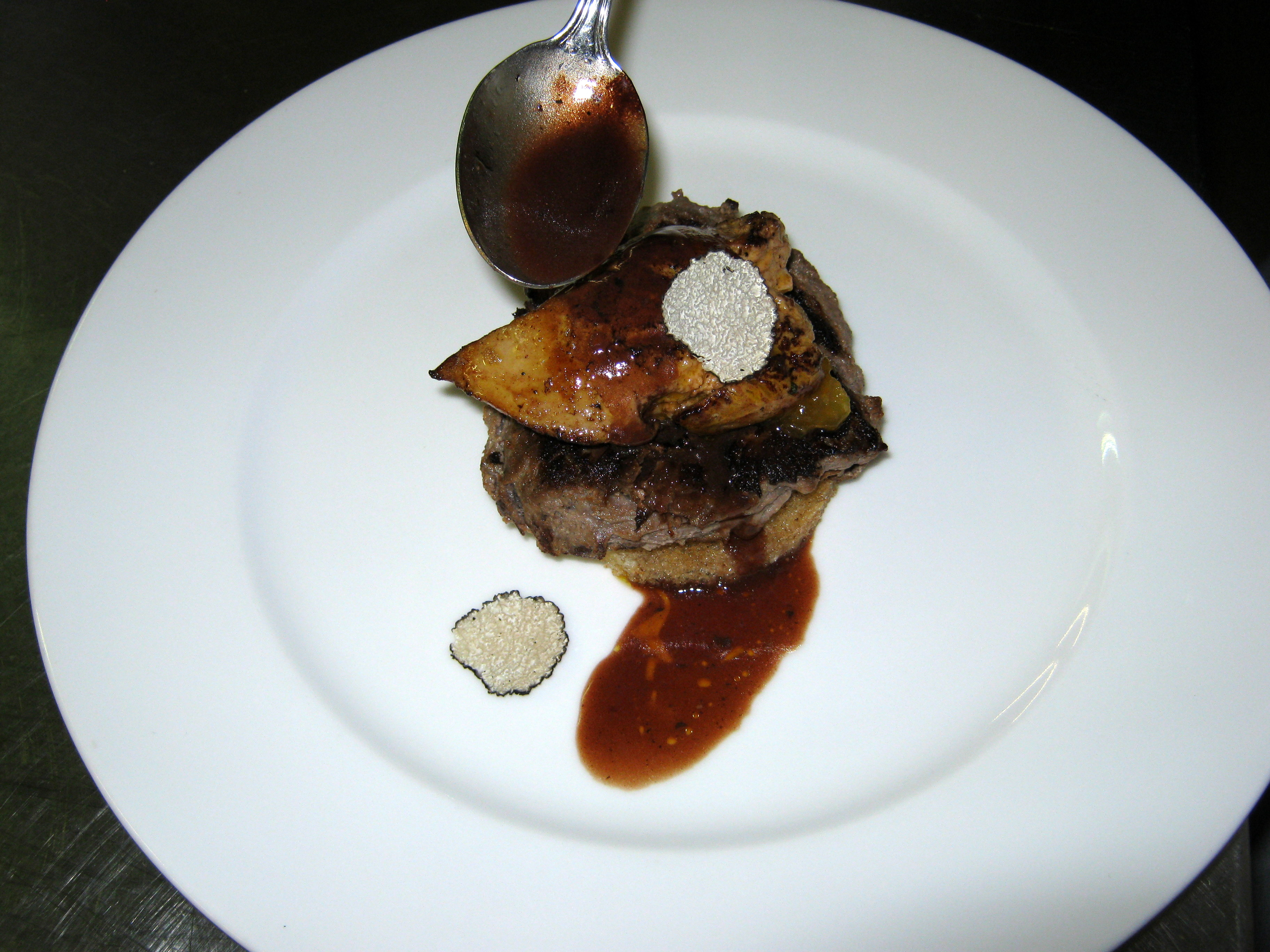
Tournedos Rossini.
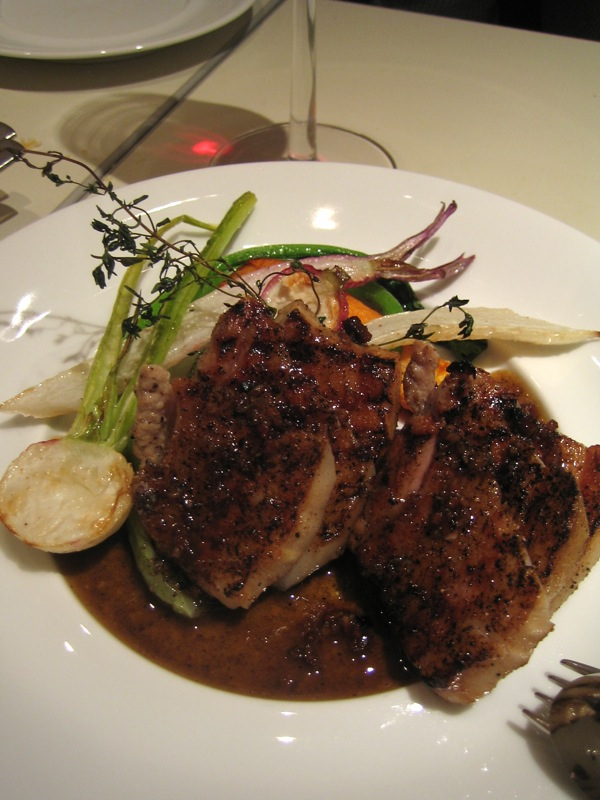
Truffes, côtes de porc et bacon grillé.

## Filiation
Fait rare, elle a donné son nom à un certain nombre de recettes gastronomiques, dont le filet mignon sauce Périgueux, le filet de bœuf en croûte sauce Périgueux, le tournedos Rossini sauce Périgueux et le jambon fumé sauce Périgueux.